# Кадлубувка (Мазовецьке воєводство)
Кадлубувка (пол. Kadłubówka) — село в Польщі, у гміні Нове Място Плонського повіту Мазовецького воєводства.
Населення — 159 осіб (2011).
У 1975-1998 роках село належало до Цехановського воєводства.

## Демографія
Демографічна структура станом на 31 березня 2011 року:
|          | Загалом | Допрацездатний вік | Працездатний вік | Постпрацездатний вік |
| -------- | ------- | ------------------ | ---------------- | -------------------- |
| Чоловіки | 78      | 21                 | 49               | 8                    |
| Жінки    | 81      | 24                 | 39               | 18                   |
| Разом    | 159     | 45                 | 88               | 26                   |